# Ecnomus retusus
Ecnomus retusus is een schietmot uit de familie Ecnomidae. De soort komt voor in het Oriëntaals gebied.